# 1551 в Україні

## Пам'ятні дати та ювілеї
- 525 років з часу укладення між князями Ярославом Мудрим та Мстислава Хороброго угоди, за якою Мстислав отримав у правління лівобережжя Дніпра. Княжим містом Мстислава був Чернігів у 1026 році.
- 475 років з часу у 1076 році:
  - зведення на київський престол князя Всеволода Ярославича після смерті його брата Святослава Ярославича у 1076 році.
  - створення «Ізборника» для князя Святослава Ярославича.
- 325 років з часу міжусобної війни між князями Олегом Курським та Михайлом Всеволодовичем за Чернігів, яку виграв останній у 1226 році.
- 175 років з часу захоплення Любартом Гедиміновичем галицького князівського престолу у 1376 році.
- 150 років з часу підпорядкування Київській митрополії Галицької у 1401 році.

### Видатних особистостей

#### Народились
- 475 років з дня народження (1076 рік):
  - Мстислав I Володимирович (Великий) — Великий князь Київський; син Володимира II Мономаха та Ґіти — дочки англійського короля Гарольда II, останній князь, що утримував єдність Київської держави.
- 25 років з дня народження (1526 рік):
  - Костянтин Василь Острозький — воєнний, політичний і культурний діяч Великого Князівства Литовського, воєвода Київський, маршалок Волинський, засновник Острозької академії, видавець Острозької Біблії; син гетьмана Костянтина Острозького.

#### Померли
- 575 років з часу смерті (1076 рік):
  - київського князя Святослава Ярославича (Святослава II) — князя чернігівського (1054—1073 рр.), великий князь київський (1073-76 рр.); син Ярослава Мудрого. 942 роки тому, в 49 років (нар. 1027 р.).
- 75 років з часу смерті (1576 рік):
  - Богдан Ружинський — низовий запорозький гетьман (1575—1576).

## Особи

### Народились
- Гази II Ґера́й Буря (Бора) (крим. II Ğazı Geray, ۲غازى گراى‎; Bora Ğazı Geray, بورا غازى گراى‎) — кримський хан у 1588–1596 рр. з династії Ґераїв, син Девлета I Ґерая (помер у 1607 році).
- Станіслав Стадницький (пол. Stanisław "Diabeł" Stadnicki) — шляхтич гербу Шренява Перемишльської землі Руського воєводства, староста сігулдський (зиґвульський), кальвініст.

### Померли
- Якуб (Яків) Потоцький гербу Пилява — польський шляхтич, військовик, урядник. Засновник руських гілок династії Потоцьких. За легендою, мав прізвисько «Каня».[1].
- Сахіб I Ґерай (крим. I Sahib Geray, ۱صاحب گراى‎; 1501—1551) — кримський хан у 1532—1551 рр. з династії Ґераїв, наступник Ісляма I Ґерая, попередник Девлета I Ґерая. Син Менґлі I Ґерая.

## Засновані, створені
- Письмова згадка про села:
  - Боянчук (Заставнівський район Чернівецької області);
  - Мостище Калуський район Івано-Франківської області.
  - Сутиски (смт)
  - Товтри (село)